# Chiesa di San Giorgio (Giovo)
La chiesa di San Giorgio è una chiesa cattolica situata al margine sudoccidentale del comune di Giovo, a poca distanza dal paese di Mosana, in provincia autonoma di Trento; è sussidiaria della parrocchiale di San Valentino di Palù di Giovo e fa parte dell'arcidiocesi di Trento.

## Storia

La chiesa in rovina, in una foto antecedente al 1970

L'esistenza di un luogo di culto sul posto, all'epoca probabilmente solo una cappella, è attestata in maniera indiretta da un documento del 1244 (in cui è citato il confine di un campo da "sotto il sentiero che va da s. Giorgio fino alla strada di sotto"); la prima menzione esplicita di una ecclesiam beati sancti Geori risale invece al 1309 (l'ipotesi avanzata da alcuni storici, secondo cui la chiesa di San Giorgio sarebbe stata una delle sedi primitive della pieve di Giovo, è priva di fondamento).
Nell'anno 1436 è documentata una consacrazione della chiesa, forse a seguito di una riedificazione in forme gotiche; la struttura venne sottoposta ad altri interventi nei secoli successivi, tra cui una ristrutturazione nel 1636 e la costruzione delle volte nel 1662. Verso il 1675 venne fondato un romitorio in un edificio adiacente alla chiesa, di cui primo eremita fu un tal Domenico Arnoldi; nel 1785, anno in cui era eremita Giambattista Ghezzi da Faedo, il romitorio e la chiesa vennero entrambi soppressi dalle disposizioni giuseppine, e quindi abbandonati. La chiesa cadde progressivamente in rovina e tra il 1857 e il 1903 crollò anche il tetto; nel 1984 venne infine ristrutturata.

## Descrizione

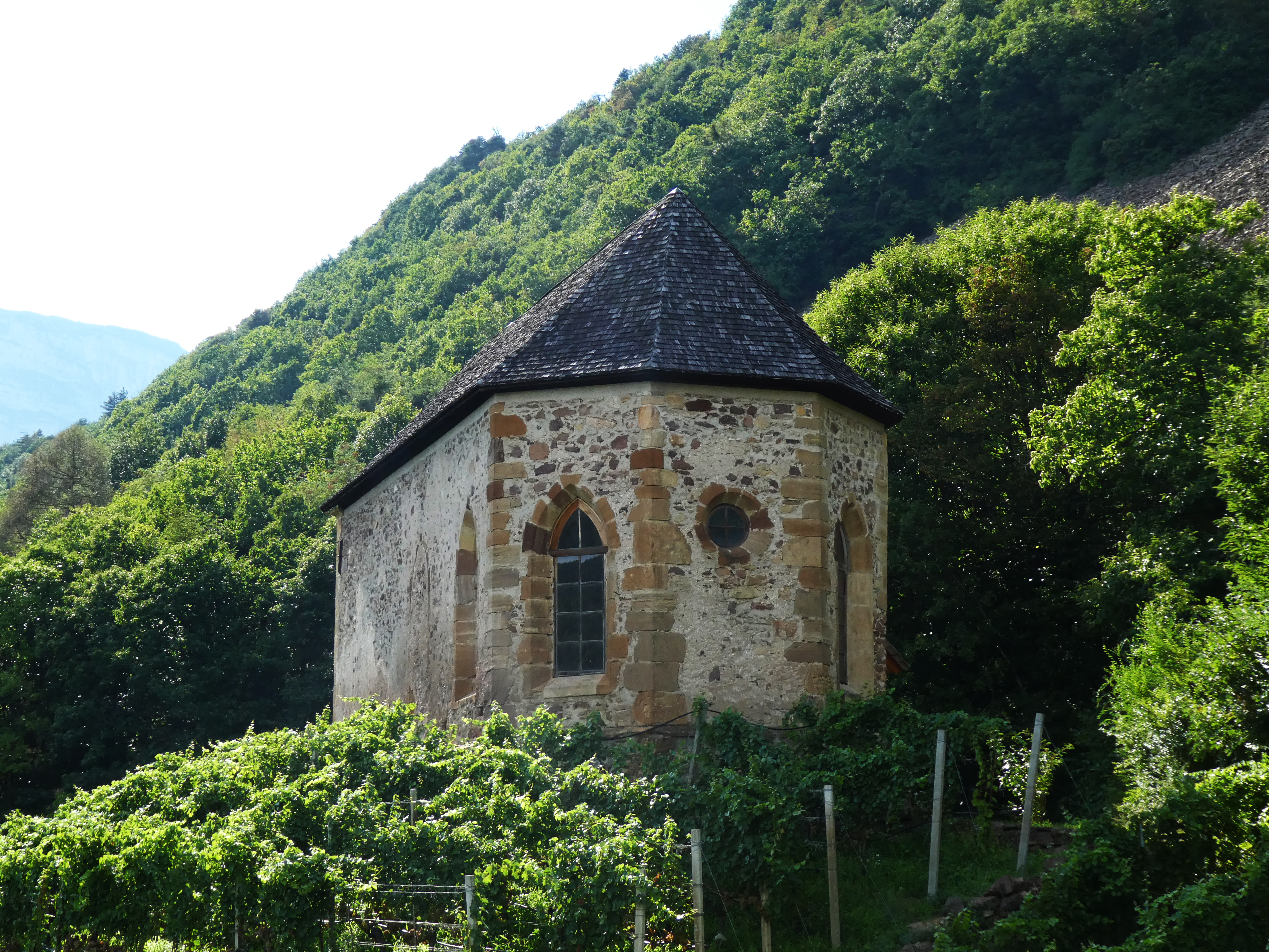
Vista del retro

### Esterno
La chiesa, orientata ad est, si trova in posizione isolata, tra i vigneti sopra alla strada statale 612, tra gli abitati di Mosana e Lavis; si tratta di una costruzione semplice, a pianta rettangolare con l'aggiunta di un'abside poligonale. Nella facciata a capanna si aprono il portale d'ingresso ad arco acuto, preceduto da tre gradini, e quattro finestre: due quadrangolari ai fianchi del portale, e altre due nella parte alta, una a lunetta e l'altra, sopra, rettangolare; un accesso secondario con tettoia in legno è presente sul lato sinistro dell'edificio, a cui si contrappone su quello destro una monofora archiacuta; altre monofore si aprono nella parete destra del presbiterio e sulle pareti oblique dell'abside; queste ultime affiancano un oculo posto nella parete di fondo dell'abside.
La chiesa non ha alcun tipo di campanile; anticamente era però dotata di campana, probabilmente alloggiata in un campaniletto ligneo, come risulta da un atto del 1538. La vecchia campana è al campanile della chiesa di San Valentino di Palù di Giovo.

### Interno

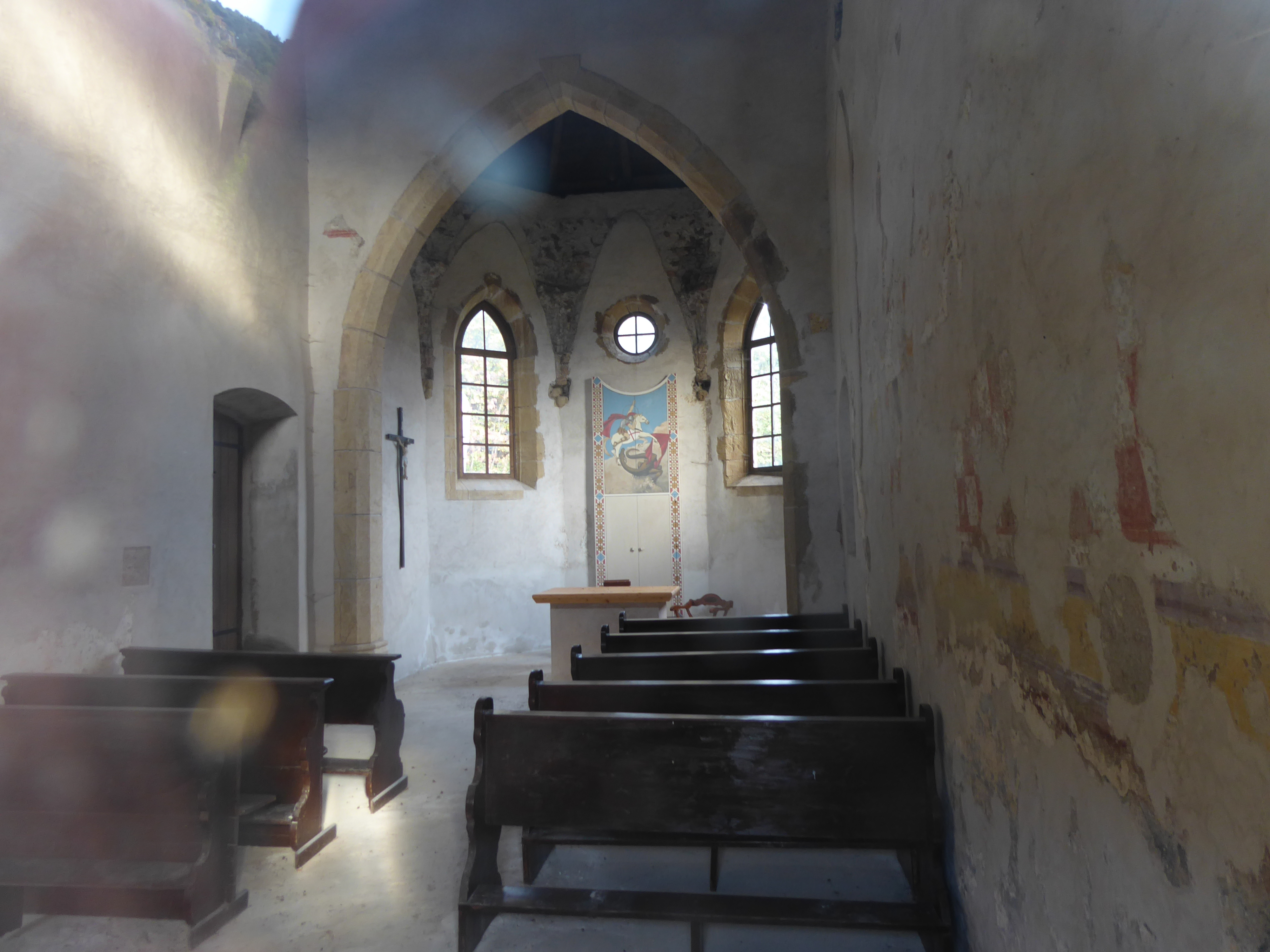
Interno

L'interno è a navata unica, con un arco santo gotico che delimita lo spazio del presbiterio. La chiesa è spoglia, con pavimento in terra battuta e poche tracce di una grande ultima cena affrescata sulla parete destra.